# A Fazenda 3
A Fazenda 3 foi a terceira temporada do reality show brasileiro A Fazenda, que traz pessoas famosas convivendo em um ambiente rural em uma disputa por um prêmio de dois milhões de reais. O programa teve sua estreia no dia 28 de setembro de 2010 com a final ocorrida em 21 de dezembro de 2010 na Rede Record. A terceira temporada foi anunciada no final de A Fazenda 2. Novamente, o reality contou com apresentação do jornalista e apresentador Britto Júnior, além de reportagens nas ruas com Cris Couto.
O vencedor da temporada foi o modelo Daniel Bueno, que enfrentou o ator Sérgio Abreu e a também modelo Lizi Benites na final do programa. Daniel recebeu 2 milhões de reais sem descontos e Sérgio Abreu foi premiado com um carro por seu segundo lugar.

## Formato
A Fazenda 3 sofreu algumas modificações. O número de participantes foi aumentado de 14 para 15. O prêmio foi de 2 milhões de reais sem descontos, o maior prêmio já dado num reality show na televisão brasileira. Essa temporada teve uma das maiores novidades, a Casa da Roça, abrigo dos confinados antes da eliminação, um lugar totalmente desconfortável. Diferentemente das edições anteriores, a final ocorreu com três participantes, ao invés dos dois como nas duas primeiras temporadas.
- Fazendeiro da Semana: O Fazendeiro da Semana é o responsável por delegar as tarefas na Fazenda durante uma semana, ficando imune neste período.[4] Além disso, tem a obrigação de indicar um dos três competidores que vão para o "Tá na Roça". Quando o reality está próximo do fim, somente dois peões vão para a "Roça", assim, o fazendeiro vota normalmente.[1] Em A Fazenda 3, o Fazendeiro é escolhido através de uma prova realizada toda sexta-feira, onde os participantes das equipes Avestruz, Coelho e Ovelha, devem escolher um representante, o qual realizará a prova. Nessa temporada, o público pode escolher que tipo de prova os candidatos a fazendeiro deveriam fazer (habilidade, raciocínio ou sorte), através de uma votação que é feita via sms, cujo resultado é revelado na sexta-feira de manhã no programa Hoje em Dia. Depois da 8ª semana não caberá ao fazendeiro a indicar um representante para a Roça e sim para escolher em caso de empate.[5]
- Desafio Semanal: No domingo era realizada uma prova com todos os competidores, exceto o Fazendeiro da Semana. O Desafio Semanal (realizado no campo de provas) pode testar a habilidade, destreza, inteligência ou até mesmo a sorte dos competidores. O perdedor do desafio está automaticamente indicado para o "Tá na Roça".[6]
- Tá na Roça: Toda semana, participantes eram indicados ao Tá na Roça e passavam pela votação do público. O telespectador era quem escolhia qual celebridade seria eliminada por meio de votação, que era realizada por telefone, SMS e Internet.[7]

1. O primeiro indicado era o perdedor do "Desafio Semanal".
2. Por meio de voto aberto, os competidores elegem o segundo indicado para a "Roça", com exceção do "Fazendeiro da Semana". Todos devem votar e justificar o seu voto. O Fazendeiro e o participante já indicado pela perda no Desafio não podem ser votados.[8]
3. O terceiro indicado era eleito pela indicação do Fazendeiro, que anunciava, a seu critério, o último competidor que disputaria a "Roça".

- Eliminação: Um participante é eliminado do programa toda semana. Os indicados a Roça despedem-se de seus companheiros na sede e dirigem-se ao campo de eliminação, onde encontram-se com o apresentador.[9] Após o anúncio da eliminação, o eliminado reencontra-se com amigos e familiares que o esperam do lado de fora.[10]
- Divisão de grupos: Uma disputa por R$ 500 mil foi introduzida como recompensa paralela ao prêmio principal de R$ 2 milhões. A novidade movimentou o jogo e causou muitas intrigas, os peões foram divididos em três equipes: Grupo Avestruz, Grupo Coelho e Grupo Ovelha. O objetivo era manter o máximo de integrantes possível. Os que sobraram disputaram o prêmio, que foi vencido pelo Grupo Ovelha (Luiza Gottschalk, Carlos Carrasco e Sérgio Abreu). Eles levaram o dinheiro em partes divididas igualmente.

## Transmissão
Nessa terceira edição, as transmissões serão feitas de segunda à sexta, após a novela Ribeirão do Tempo, às 23:15. Aos sábados será mais cedo, após o programa O Melhor do Brasil, às 22:15 e aos domingos, após o jornalístico Domingo Espetacular, às 23:00.
Este ano o reality não contou com o sistema Pay-Per-View, que foi substituído pela transmissão 24 horas grátis, via Internet, no Portal R7. Algumas provas e tarefas importantes não foram transmitidas, para que o telespectador assistisse à edição na Record.
A reta final da temporada iniciou após a eliminação de Janaína Jacobina, em 09 de dezembro de 2010 e perdurou por 12 dias, abarcando as últimas 2 eliminações até a Grande Final em 21 de dezembro de 2010.

## Participantes

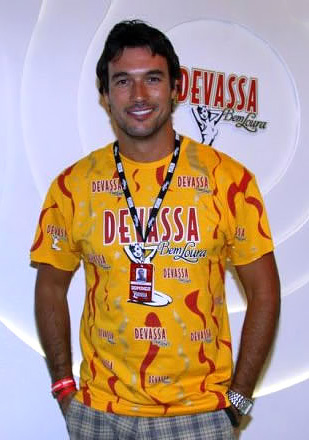
Daniel Bueno, vencedor da temporada.

| Participante                                      | Profissão              | Equipe   | Resultado                               |
| ------------------------------------------------- | ---------------------- | -------- | --------------------------------------- |
| Daniel Bueno 33 anos, Porto Alegre - RS           | Modelo                 | Avestruz | Vencedor em 21 de dezembro de 2010      |
| Sérgio Abreu 35 anos, Rio de Janeiro - RJ         | Ator                   | Ovelha   | 2º lugar em 21 de dezembro de 2010      |
| Lizi Benites 31 anos, Porto Alegre - RS           | Assistente de palco    | Avestruz | 3º lugar em 21 de dezembro de 2010      |
| Luiza Gottschalk 26 anos, São Paulo - SP          | Apresentadora          | Ovelha   | 12ª eliminada em 19 de dezembro de 2010 |
| Ana Carolina Dias 23 anos, Rio de Janeiro - RJ    | Atriz                  | Coelho   | 11ª eliminada em 14 de dezembro de 2010 |
| Janaína Jacobina 29 anos, Cuiabá - MT             | Jornalista             | Avestruz | 10ª eliminada em 9 de dezembro de 2010  |
| Andressa Soares 22 anos, Rio de Janeiro - RJ      | Cantora                | Coelho   | 9ª eliminada em 2 de dezembro de 2010   |
| Carlos Carrasco 44 anos, São José dos Campos - SP | Maquiador              | Ovelha   | 8º eliminado em 25 de novembro de 2010  |
| Viola 41 anos, São Paulo - SP                     | Ex-jogador de futebol  | Avestruz | 7º eliminado em 18 de novembro de 2010  |
| Dudu Pelizzari 25 anos, São Paulo - SP            | Ator                   | Coelho   | 6º eliminado em 11 de novembro de 2010  |
| Nany People 45 anos, Poços de Caldas - MG         | Humorista              | Coelho   | 5ª eliminada em 4 de novembro de 2010   |
| Sérgio Mallandro 55 anos, Rio de Janeiro - RJ     | Apresentador           | Avestruz | 4º eliminado em 28 de outubro de 2010   |
| Tico Santa Cruz 33 anos, Rio de Janeiro - RJ      | Cantor                 | Ovelha   | 3º eliminado em 21 de outubro de 2010   |
| Geisy Arruda 21 anos, Diadema - SP                | Personalidade da mídia | Ovelha   | 2ª eliminada em 14 de outubro de 2010   |
| Monique Evans 54 anos, Rio de Janeiro - RJ        | Apresentadora          | Coelho   | 1ª eliminada em 7 de outubro de 2010    |

## Histórico
Votação
|                       |                       | Sem 1                              | Sem 2                               | Sem 3                                | Sem 4                              | Sem 5                                | Sem 6                               | Sem 7                                | Sem 8                         | Sem 9                      | Sem 10                    | Sem 11                     | Sem 12                     | Sem 12                 | Votos recebidos |
| Dia 80                | Final                 | Sem 1                              | Sem 2                               | Sem 3                                | Sem 4                              | Sem 5                                | Sem 6                               | Sem 7                                | Sem 8                         | Sem 9                      | Sem 10                    | Sem 11                     |                            |                        | Votos recebidos |
| --------------------- | --------------------- | ---------------------------------- | ----------------------------------- | ------------------------------------ | ---------------------------------- | ------------------------------------ | ----------------------------------- | ------------------------------------ | ----------------------------- | -------------------------- | ------------------------- | -------------------------- | -------------------------- | ---------------------- | --------------- |
| Fazendeiro da Semana  | Fazendeiro da Semana  | Mallandro                          | Sérgio                              | Daniel                               | Carrasco                           | Viola                                | Lizi                                | Carol                                | Andressa                      | Janaína                    | Luiza                     | Sérgio                     | Sérgio                     | (nenhum)               |                 |
| Indicado (Desafio)    | Indicado (Desafio)    | Monique                            | Janaína                             | Tico                                 | Sérgio                             | Nany                                 | Carol                               | Andressa                             | Carrasco                      | Sérgio                     | Janaína                   | Carol Lizi                 | Lizi Luiza                 | (nenhum)               |                 |
| Indicado (Peões)      | Indicado (Peões)      | Sérgio                             | Geisy                               | Sérgio                               | Luiza                              | Carrasco                             | Janaína                             | Janaína                              | Janaína                       | Andressa                   | Daniel                    | (nenhum)                   | (nenhum)                   | (nenhum)               |                 |
| Indicado (Fazendeiro) | Indicado (Fazendeiro) | Luiza                              | Dudu                                | Carrasco                             | Mallandro                          | Sérgio                               | Dudu                                | Viola                                | (nenhum)                      | (nenhum)                   | (nenhum)                  | (nenhum)                   | (nenhum)                   | (nenhum)               |                 |
|                       |                       |                                    |                                     |                                      |                                    |                                      |                                     |                                      |                               |                            |                           |                            |                            |                        |                 |
|                       | Daniel                | Sérgio                             | Geisy                               | Fazendeiro                           | Luiza                              | Carrasco                             | Janaína                             | Janaína                              | Janaína                       | Andressa                   | Sérgio                    | Salvo                      | Salvo                      | Vencedor (Dia 85)      | 9               |
|                       | Sérgio                | Dudu                               | Fazendeiro                          | Carol                                | Mallandro                          | Dudu                                 | Viola                               | Viola                                | Janaína                       | Daniel                     | Daniel                    | Fazendeiro                 | Fazendeiro                 | 2º lugar (Dia 85)      | 16              |
|                       | Lizi                  | Sérgio                             | Geisy                               | Sérgio                               | Luiza                              | Carrasco                             | Fazendeira                          | Janaína                              | Janaína                       | Carol                      | Carol                     | Roça                       | Roça                       | 3º lugar (Dia 85)      | 1               |
|                       | Luiza                 | Dudu                               | Dudu                                | Carol                                | Mallandro                          | Janaína                              | Dudu                                | Viola                                | Janaína                       | Andressa                   | Daniel                    | Salva                      | Roça                       | Eliminada (Dia 83)     | 12              |
|                       | Carol                 | Sérgio                             | Geisy                               | Sérgio                               | Luiza                              | Carrasco                             | Janaína                             | Fazendeira                           | Janaína                       | Daniel                     | Daniel                    | Roça                       | Eliminada (Dia 78)         | Eliminada (Dia 78)     | 7               |
|                       | Janaína               | Sérgio                             | Geisy                               | Sérgio                               | Luiza                              | Daniel                               | Viola                               | Viola                                | Daniel                        | Andressa                   | Carol                     | Eliminada (Dia 73)         | Eliminada (Dia 73)         | Eliminada (Dia 73)     | 18              |
|                       | Andressa              | Sérgio                             | Geisy                               | Luiza                                | Luiza                              | Carrasco                             | Luiza                               | Janaína                              | Janaína                       | Daniel                     | Eliminada (Dia 66)        | Eliminada (Dia 66)         | Eliminada (Dia 66)         | Eliminada (Dia 66)     | 4               |
|                       | Carrasco              | Dudu                               | Mallandro                           | Carol                                | Fazendeiro                         | Janaína                              | Dudu                                | Viola                                | Daniel                        | Eliminado (Dia 59)         | Eliminado (Dia 59)        | Eliminado (Dia 59)         | Eliminado (Dia 59)         | Eliminado (Dia 59)     | 6               |
|                       | Viola                 | Sérgio                             | Geisy                               | Sérgio                               | Luiza                              | Fazendeiro                           | Janaína                             | Janaína                              | Eliminado (Dia 52)            | Eliminado (Dia 52)         | Eliminado (Dia 52)        | Eliminado (Dia 52)         | Eliminado (Dia 52)         | Eliminado (Dia 52)     | 7               |
|                       | Dudu                  | Sérgio                             | Geisy                               | Sérgio                               | Lizi                               | Carrasco                             | Janaína                             | Eliminado (Dia 45)                   | Eliminado (Dia 45)            | Eliminado (Dia 45)         | Eliminado (Dia 45)        | Eliminado (Dia 45)         | Eliminado (Dia 45)         | Eliminado (Dia 45)     | 14              |
|                       | Nany                  | Sérgio                             | Geisy                               | Luiza                                | Luiza                              | Janaína                              | Eliminada (Dia 38)                  | Eliminada (Dia 38)                   | Eliminada (Dia 38)            | Eliminada (Dia 38)         | Eliminada (Dia 38)        | Eliminada (Dia 38)         | Eliminada (Dia 38)         | Eliminada (Dia 38)     | 0               |
|                       | Mallandro             | Fazendeiro                         | Geisy                               | Sérgio                               | Luiza                              | Eliminado (Dia 31)                   | Eliminado (Dia 31)                  | Eliminado (Dia 31)                   | Eliminado (Dia 31)            | Eliminado (Dia 31)         | Eliminado (Dia 31)        | Eliminado (Dia 31)         | Eliminado (Dia 31)         | Eliminado (Dia 31)     | 4               |
|                       | Tico                  | Dudu                               | Dudu                                | Carol                                | Eliminado (Dia 24)                 | Eliminado (Dia 24)                   | Eliminado (Dia 24)                  | Eliminado (Dia 24)                   | Eliminado (Dia 24)            | Eliminado (Dia 24)         | Eliminado (Dia 24)        | Eliminado (Dia 24)         | Eliminado (Dia 24)         | Eliminado (Dia 24)     | 0               |
|                       | Geisy                 | Dudu                               | Dudu                                | Eliminada (Dia 17)                   | Eliminada (Dia 17)                 | Eliminada (Dia 17)                   | Eliminada (Dia 17)                  | Eliminada (Dia 17)                   | Eliminada (Dia 17)            | Eliminada (Dia 17)         | Eliminada (Dia 17)        | Eliminada (Dia 17)         | Eliminada (Dia 17)         | Eliminada (Dia 17)     | 9               |
|                       | Monique               | Dudu                               | Eliminada (Dia 10)                  | Eliminada (Dia 10)                   | Eliminada (Dia 10)                 | Eliminada (Dia 10)                   | Eliminada (Dia 10)                  | Eliminada (Dia 10)                   | Eliminada (Dia 10)            | Eliminada (Dia 10)         | Eliminada (Dia 10)        | Eliminada (Dia 10)         | Eliminada (Dia 10)         | Eliminada (Dia 10)     | 0               |
|                       |                       |                                    |                                     |                                      |                                    |                                      |                                     |                                      |                               |                            |                           |                            |                            |                        |                 |
| Notas                 | Notas                 | 1                                  | (nenhuma)                           | (nenhuma)                            | (nenhuma)                          | (nenhuma)                            | (nenhuma)                           | 2                                    | 3                             | 4                          | (nenhuma)                 | 5                          | 6                          | 7                      |                 |
| Roça                  | Roça                  | Luiza Monique Sérgio               | Dudu Geisy Janaína                  | Carrasco Sérgio Tico                 | Luiza Mallandro Sérgio             | Carrasco Nany Sérgio                 | Carol Dudu Janaína                  | Andressa Janaína Viola               | Carrasco Janaína              | Andressa Sérgio            | Daniel Janaína            | Carol Lizi                 | Lizi Luiza                 | Daniel Lizi Sérgio     |                 |
| Eliminado             | Eliminado             | Monique 56% para eliminar          | Geisy 57% para eliminar             | Tico 74% para eliminar               | Mallandro 48% para eliminar        | Nany 63% para eliminar               | Dudu 52% para eliminar              | Viola 76% para eliminar              | Carrasco 50,40% para eliminar | Andressa 72% para eliminar | Janaína 58% para eliminar | Carol 50,20% para eliminar | Luiza 50,70% para eliminar | Lizi 16% para vencer   |                 |
| Eliminado             | Eliminado             | Monique 56% para eliminar          | Geisy 57% para eliminar             | Tico 74% para eliminar               | Mallandro 48% para eliminar        | Nany 63% para eliminar               | Dudu 52% para eliminar              | Viola 76% para eliminar              | Carrasco 50,40% para eliminar | Andressa 72% para eliminar | Janaína 58% para eliminar | Carol 50,20% para eliminar | Luiza 50,70% para eliminar | Sérgio 40% para vencer |                 |
| Eliminado             | Eliminado             | Monique 56% para eliminar          | Geisy 57% para eliminar             | Tico 74% para eliminar               | Mallandro 48% para eliminar        | Nany 63% para eliminar               | Dudu 52% para eliminar              | Viola 76% para eliminar              | Carrasco 50,40% para eliminar | Andressa 72% para eliminar | Janaína 58% para eliminar | Carol 50,20% para eliminar | Luiza 50,70% para eliminar | Daniel 44% para vencer |                 |
| Outros %              | Outros %              | Luiza Não divulgado para eliminar  | Dudu Não divulgado para eliminar    | Carrasco Não divulgado para eliminar | Luiza Não divulgado para eliminar  | Carrasco Não divulgado para eliminar | Carol Não divulgado para eliminar   | Andressa Não divulgado para eliminar | Janaína 49,60% para eliminar  | Sérgio 28% para eliminar   | Daniel 42% para eliminar  | Lizi 49,80% para eliminar  | Lizi 49,30% para eliminar  |                        |                 |
| Outros %              | Outros %              | Sérgio Não divulgado para eliminar | Janaína Não divulgado para eliminar | Sérgio Não divulgado para eliminar   | Sérgio Não divulgado para eliminar | Sérgio Não divulgado para eliminar   | Janaína Não divulgado para eliminar | Janaína Não divulgado para eliminar  | Janaína 49,60% para eliminar  | Sérgio 28% para eliminar   | Daniel 42% para eliminar  | Lizi 49,80% para eliminar  | Lizi 49,30% para eliminar  |                        |                 |

### Legendas
|  | Equipe Avestruz |  | Equipe Coelho |  | Equipe Ovelha |

## Classificação geral
| Pos. | Participante     | Meio de indicação     | % para eliminar | Eliminado em |
| ---- | ---------------- | --------------------- | --------------- | ------------ |
| 1    | Daniel Bueno     | Finalistas            | 44%             | —            |
| 2    | Sérgio Abreu     | Finalistas            | 40%             | —            |
| 3    | Lizi Benites     | Finalistas            | 16%             | —            |
| 4    | Luiza Gottschalk | Desafio Semanal       | 50,70%          | Semana 12    |
| 5    | Carol Dias       | Desafio Semanal       | 50,20%          | Semana 11    |
| 6    | Janaína Jacobina | Desafio Semanal       | 58%             | Semana 10    |
| 7    | Andressa Soares  | Peões (2 votos)       | 72%             | Semana 9     |
| 8    | Carlos Carrasco  | Desafio Semanal       | 50,40%          | Semana 8     |
| 9    | Viola            | Fazendeira (Carol)    | 76%             | Semana 7     |
| 10   | Dudu Pelizzari   | Fazendeira (Lizi)     | 52%             | Semana 6     |
| 11   | Nany People      | Desafio Semanal       | 63%             | Semana 5     |
| 12   | Sérgio Mallandro | Fazendeiro (Carrasco) | 48%             | Semana 4     |
| 13   | Tico Santa Cruz  | Desafio Semanal       | 74%             | Semana 3     |
| 14   | Geisy Arruda     | Peões (9 votos)       | 57%             | Semana 2     |
| 15   | Monique Evans    | Desafio Semanal       | 56%             | Semana 1     |

## Audiência
A estreia do programa, no dia 28 de setembro, marcou 20,3 pontos e 22,4 de pico na grande São Paulo e 21  no Rio de Janeiro. O segundo episódio, por sua vez, atingiu 16,5 pontos de média.
A grande final no dia 21 de dezembro obteve média de 18 pontos, picos de 20 e 35% de share em São Paulo, alcançando o primeiro lugar.

## Denúncias
Esta temporada fez o programa entrar no 18º ranking "Quem Financia a Baixaria é Contra a Cidadania", que é formado por denúncias de telespectadores e pelo Comitê de Acompanhamento da Programação (CAP), onde estão como representantes mais de 60 entidades que assessoram a Comissão de Direitos Humanos e  Minorias da Câmara dos Deputados para criar a lista com o "Ranking da Baixaria na TV". As denúncias indicavam que o programa continha "apelo sexual, palavras de baixo calão e excesso de nudez."